# Gesine Matthes
Ursula Gesine Matthes (* 21. Oktober 1955 in Karl-Marx-Stadt) ist eine deutsche Politikerin (CDU). Von 1999 bis 2004 und erneut von 2005 bis 2009 war sie Mitglied des Sächsischen Landtags.

## Ausbildung und Beruf
Gesine Matthes besuchte bis zur zehnten Klasse die POS und machte 1972 bis 1974 eine Ausbildung zum Facharbeiter für Qualitätskontrolle im damaligen Fritz-Heckert-Kombinat. 1974 bis 1990 arbeitete sie als Qualitätskontrolleurin, Bereichsökonomin und Programmiererin im Werkzeugmaschinenkombinat Fritz Heckert. 1990 bis 1996 war sie Geschäftsführerin der CDU-Stadtratsfraktion, 1996 bis 1999 Niederlassungsleiterin bei einem Projektentwickler, und seit 1998 betreibt sie ein selbständiges Gewerbe.
Gesine Matthes ist evangelisch-lutherisch und hat zwei Kinder.

## Politik
Gesine Matthes trat 1980 der CDU (der DDR) bei. Seit 1990 ist sie Kreisvorsitzende der Frauen-Union und stellvertretende Bundesvorsitzende der Frauen-Union. 1999 wurde sie erstmals in den Sächsischen Landtag gewählt. Nachdem sie sich 2004 im Wahlkreis Chemnitz 4 nicht gegen Karl-Friedrich Zais (PDS) durchsetzen konnte und aus dem Landtag ausgeschieden war, rückte sie am 30. November 2005 für den Abgeordneten Andreas Lämmel erneut in den Landtag nach. Dort war sie Mitglied im Innenausschuss, im Petitionsausschuss, im Ausschuss für Schule und Sport sowie im 2. Untersuchungsausschuss der 4. Wahlperiode. Bei der Wahl 2009 unterlag Matthes abermals Zais beim Kampf um das Direktmandat und schied zum zweiten Mal aus dem Landtag aus.

## Sonstige Ämter
Matthes war von 2002 bis 2010 Präsidentin der Chemnitzer Basketgirls/Chemcats und war seit 2005 Vorsitzende des Vereins für die berufliche Förderung und Ausbildung benachteiligter Jugendlicher (VBFA).
| Personendaten    | Personendaten                               |
| ---------------- | ------------------------------------------- |
| NAME             | Matthes, Gesine                             |
| ALTERNATIVNAMEN  | Matthes, Ursula Gesine (vollständiger Name) |
| KURZBESCHREIBUNG | deutsche Politikerin (CDU), MdL             |
| GEBURTSDATUM     | 21. Oktober 1955                            |
| GEBURTSORT       | Karl-Marx-Stadt                             |